# Pyrgus alpinus
Pyrgus alpinus is een vlinder uit de familie van de dikkopjes (Hesperiidae). De wetenschappelijke naam van de soort is voor het eerst gepubliceerd in 1874 door Nikolai Grigorievitsj Ershov.
De voorvleugellengte varieert van 11 tot 13,5 millimeter.

## Verspreiding
De soort komt voor in Centraal- en Noordoost-Azië waaronder Oezbekistan, Kirgizië, Tadzjikistan, Noord-Pakistan, China (Xinjiang) en verder oostwaarts tot in Kamtsjatka (Rusland).

## Ondersoorten
- Pyrgus alpinus alpinus (Ershov, 1874)
- Pyrgus alpinus alichurensis de Jong, 1975 (Pamir)
- Pyrgus alpinus mustagatae Alberti, 1952 (Xinjiang)